# Bratsberg
Bratsberg var en gård i Skien. Den var under medeltiden ett av Norges förnämsta hövdingasäten och tillhörde bland annat Gregorius Dagsson. Efter reformationen blev den säte för fylkesmannen över Bratsbergs län. Gården brann 1911, och stod vid detta tillfälle obebodd.